# آريس
آريس هي مدينة وبلدية بدائرة آريس ولاية باتنة الجزائرية. تقع جنوب شرق ولاية بلغ عدد سكانها 32250 عام 2008.

## موقعها
دائرة أريس تتوسط: وادي الطاقة من الشمال، إشمول من الشرق، تيغانيمين من الجنوب، ثنية العابد من الغرب.
| فم الطوب | وادي الطاقة | ثنية العابد |
| إشمول    | إسم ؟       | ثنية العابد |
| إشمول    | تيغانمين    | تيغانمين    |

## معرض الصور

احدى احتفاليات مدينة آريس
احدى احتفاليات مدينة آريس
سكان مدينة آريس باللباس التقليدي - القشابية
ثاغيت - آريس
جبال آريس
منزل الشهيد البطل مصطفى بن بولعيد - آريس -
تمثال الشهيد مصطفى بن بولعيد وسط مدينة آريس
مقر دائرة آريس
دار الشباب
ملعب نادي ترجي آريس TRBA
الثلوج في مدينة آريس
حي أول نوفمبر 1954 - الصوندا
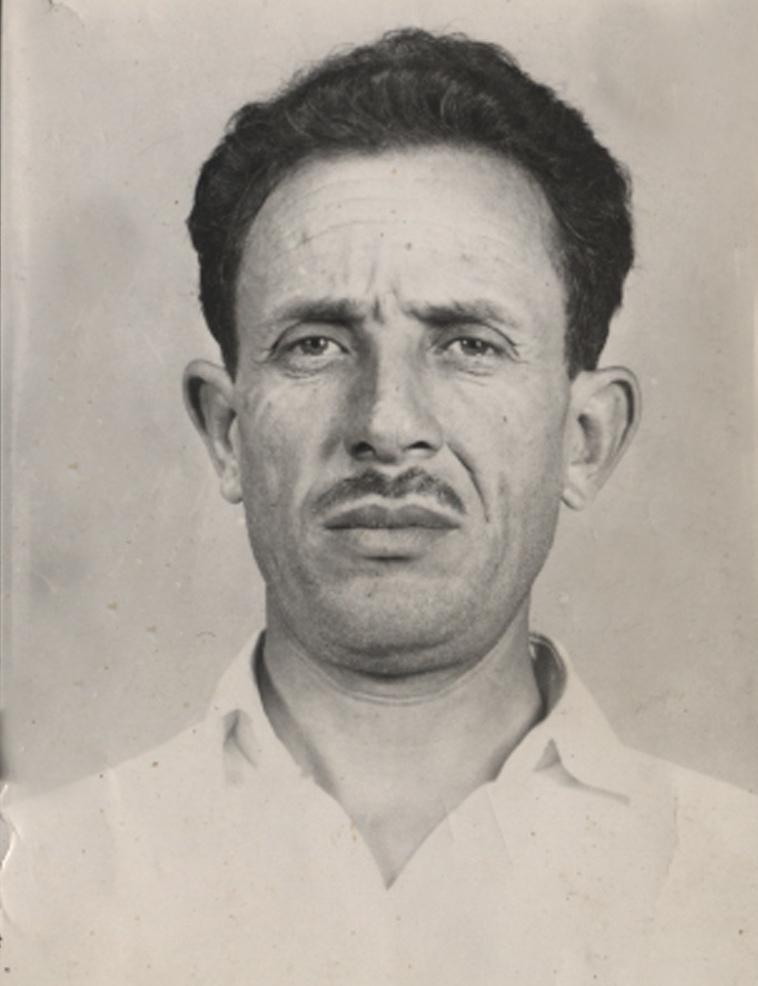
مصطفى بن بولعيد - أب الثورة التحريرية
شجرة " أيوال " رمز مدينة آريس
المافاس (المحشي)
آرخساس (المطلوع الرقيق)
هيبرورشين (العيش)

## وصلات خارجية
- بلديـة آريس فـي الموقـع الرسمـي لولايـة بـاتنة
- صفحة حول بلدية آريس في موقع فيتامين د.ز